# Mauricio Isais
Mauricio André Isais (ur. 9 kwietnia 2001 w Brownsville) – meksykański piłkarz z obywatelstwem amerykańskim występujący na pozycji lewego obrońcy, od 2024 roku zawodnik Leónu.